# جیم برو
جیم برو (انگلیسی: Jim Brough; ۵ نوامبر ۱۹۰۳ – ۱۶ سپتامبر ۱۹۸۶) ورزشکار فوتبال اهل بریتانیا بود.